# Mariana Sahakian
Mariana Sahakian (* 2. September 1977 in der Armenischen SSR) ist eine libanesische Tischtennisspielerin. Sie nahm an den Olympischen Spielen 2016 teil.

## Werdegang
Mariana Sahakian wurde in Armenien geboren, heiratete 2002 und erwarb dadurch die libanesische Staatsbürgerschaft. Sie übersiedelte in den Libanon, hielt sich von 2007 bis 2014 wieder in Armenien auf und kehrte danach in den Libanon zurück.
Bei den Olympischen Spielen 2016 in Rio de Janeiro war sie bislang die dritte Tischtennisspielerin Libanons (nach Larissa Choueib (1996) und Nivine Mamjouglian (2012)) bei Olympischen Spielen. Für die Teilnahme qualifizierte sich Mariana Sahakian bei den Qualifikationsturnieren Asiens. Sie trat nur im Einzelwettbewerb an und verlor in der Vorrunde gegen die Nigerianerin Funke Oshonaike.
Zudem war Mariana Sahakian bei mehreren Weltmeisterschaften vertreten, etwa 1997 (für Armenien), 2006, 2007, 2016, 2018 und 2019. Dabei kam sie nie in die Nähe von Medaillenrängen.